# Conognatha parallelogramma
Conognatha parallelogramma es una especie de escarabajo del género Conognatha, familia Buprestidae. Fue descrita científicamente por Perty en 1830.